# Takahiro Mizushima
Mizushima Takahiro  (水島 大宙?, Takahiro Mizushima) (Fujisawa, 14 giugno 1976) è un doppiatore giapponese affiliato con AXL-One.
Quando dà voce a personaggi di giochi eroge, è conosciuto con lo pseudonimo di Uta Kijima (木島 宇太?, Kijima Uta).

## Filmografia

### Animazioni televisive
2002
- Shrine of the Morning Mist – Tadahiro Amatsu[2]
- Crush Gear Turbo – Rudolf Steiner
- Forza!Hidemaru – Golfo
- G-On Riders – Bankara, Uomo (C)
- Witch Hunter Robin – Witch, Security Guard

2003
- D.N.Angel – Eliot
- Full Metal Panic!Fumoffu – Kojima
- Hikaru no Go – Chinese Pro
- Machine Robo Rescue – Moriyama
- PoPoLoCrois – Billy
- Scrapped Princess – Christopher Armalite
- Stellvia of the Universe – Kota Otoyama

2004
- Detective Conan – Rescue Workers
- Desert Punk – Wataru Suiden
- Gokusen – Kinoshita
- Papuwa – Nagoya Willow
- Mermaid Melody Pichi Pichi Pitch Pure – Rihito Amagi
- Onmyō Taisenki – Hiragi no Tobee e Ryūji Kamiya
- Phoenix – Adam
- Pocket Monsters Advanced Generation – Fū
- SD Gundam Force – Blue Doga
- This Ugly Yet Beautiful World – Takeru Takemoto

2005
- Magical Kanan – Hazuna
- Major 2 – Giocatore

2006
- Burst Ball Hit!Crash B-Daman – Kazuma Miyoshi
- Bartender – Ryū Sasakura
- Tokyo Tribes 2 – Guardia segretaria
- Gakuen Heaven – Ozawa Wataru
- Girl's High – Takanori Shimotakanani

2007
- Getsumento Heiki Mina – Ryū Sasaki
- KimiKiss: Pure Rouge – Kazuki Aihara
- Romeo × Juliet – Romeo Candore De Montague[3]
- Sayonara, Zetsubou-Sensei – Jun Kudō/Takashi
- My Bride is a Mermaid – Nagasumi Michishio
- D.Gray-man – Bob
- Tengen Toppa Gurren Lagann – Tetsukan e Guinble

2008
- Code Geass: Lelouch of the Rebellion R2 – Rolo Lamperouge
- Monochrome Factor – Momiji Tateyama
- Our Home's Fox Deity. – Noboru Takagami

2009
- Hetalia: Axis Powers – Finland
- Inazuma Eleven – Hiroto Kiyama e Gran
- Nintama Rantarō – Tomoyoshi (Primo)

2010
- Angel Beats! – Takamatsu
- Night Raid 1931 – Murasawa Lieutenant
- Giant Killing – Daisuke Tsubaki
- SD Gundam Sangokuden Brave Battle Warriors – Chouryou Messala
- Seikimatsu Occult Gakuin – Fumiaki Uchida[4]
- Stitch!~Zutto taiko no Tomodachi~ Helzdonuts, Swapper e Robot

2011
- Beelzebub – Takayuki Furuichi
- Guilty Crown – Yahiro Samukawa[5]
- High Score – Akira Shibata
- Ground Control to Psychoelectric Girl – Nakajima
- Mashiroiro Symphony – Shingo Uryū
- Nurarihyon no Mago – Amezo

2012
- Aesthetica of a Rogue Hero – Tanaka
- Busō Shinki – Rihito Rihi
- Dog Days' – Callaway Risler
- Inu x Boku SS – Ayumu Warashibe
- Inazuma Eleven GO – Hiroto Kiyama (Kira)
- Area no kishi – Kouji Yakumo, Shigeo Nishijima
- Kokoro Connect – Taichi Yaegashi
- Mysterious Girlfriend X – Ogata
- Love, Election and Chocolate – Moheiji Tatsumi
- Psycho-Pass – Masatake Mido
- Sword Art Online – Thinker

2013
- Love Lab – Satoshi Nagino
- Muromi-san – Takurō Mukōjima[6]
- Silver Spoon – Shin'ei Ōkawa[7]
- White Album 2 – Haruki Kitahara[8]
- Tamagotchi! – Smartotchi
- Little Battlers Experience – Takeru Kojō
- Little Busters! – Aikawa

2014
- Hamatora: The Animation – Takahiro Ito
- Hero Bank – Ryota Arashiyama
- Jinsei – Takao Ishikawa
- The Kindaichi Case Files R – Ikuma Shimomura

2015
- Assassination Classroom – Kōtarō Takebayashi[9]
- Charlotte – Jōjirō Takajō[10]
- Dog Days – Callaway Risler[11]
- Fairy Tail – Tempesta
- Ninja Slayer From Animation – Scatter
- Saekano: How to Raise a Boring Girlfriend – Naoto
- Yona of the Dawn – Cheol-Ran

2016
- Aokana: Four Rhythm Across the Blue – Hayato Shirase[12]
- Assassination Classroom 2nd Season – Kōtarō Takebayashi
- Beyblade: Burst – Ginba Orochi
- Concrete Revolutio: Choujin Gensou - The Last Song – Ichiyū Wakamura
- Digimon Universe: Appli Monsters – Roleplaymon
- Erased – Jun Shiratori
- Haruchika: Haruta & Chika – Benjant
- Kiss Him, Not Me – Takurō Serinuma[13]
- Puzzle & Dragons X – Torlie
- Soul Buster – Son Shin[14]

2017
- Future Card Buddyfight X – Kesshōryū Atora
- Hozuki's Coolheadedness – Yomogi[15]

2018
- Fate/Extra Last Encore – Gawain[16]

2019
- Kengan Ashura - Haruo Kono

### Original video animation (OVA)
- Kuro to kin no hirakanai kagi - Tomoomi Hasui
- Sentakuya Shinchan - Shinji Ohashi
- Ane Log: Moyako nēsan no tomaranai Monologue - Akira Konoe
- Koe de oshigoto! – Yukihira Yokoyama
- Kokoro Connect – Taichi Yaegashi
- Mizuiro – Studente (A)
- Mahō Sensei Negima: Mō Hitotsu no Sekai – Kotaro Inugami (forma adulta)
- Netrun-mon – Hiroyuki Nishimura
- Wet Summer Days – Hiroshi Inaba
- Tenbatsu!Angel Rabbie – Luka

### Animazioni teatrali
- Inazuma Eleven: Saikyō Gundan Ōga Shūrai (2010) – Hiroto Kiyama
- Aura: Maryūinkōga Saigo no Tatakai (2013) – Dorisen
- Ao Oni: The Animation (2017) – Shōichirō Murakami[17]

### Videogiochi
- Arcobaleno Portable - Nikichi Saotome
- Armored Core: Nexus - Additional voices
- Ao no Kanata no Four Rhythm - Hayato Shirase
- Berserk Millennium Falcon Arc: Chapter of the Holy Demon War – Serpico
- Code Geass Hangyaku no Lelouch R2: Banjou no Geass Gekijou – Rolo Lamperouge
- Cross Edge – Tōya Ijūin (Troy)
- Duel Savior Destiny – Selbium Bolt
- Edel Blume – Conrad Bartley
- Fate/Extra – Saber/Gawain
- Fate/Extra CCC – Saber/Gawain
- Fate/Grand Order – Gawain, Sherlock Holmes
- Fate/Extella – Gawain
- Mobile Suit Gundam: Extreme Vs. – Lane Aime
- Inazuma Eleven (serie) – Kiyama Hiroto/Gran
- Jigsaw World: Daikettsu! Jigbattle Heroes – Mutekid
- Kimi to Study – Ryō Fujishiro
- Kokoro Connect Yochi Random – Taichi Yaegashi
- Lamento: Beyond the Void – Tokino
- Little Battlers Experience Wars - Takeru Kojō
- Mega Man ZX – Modello X
- Mega Man ZX Advent – Modello X
- Metal Gear Survive – Virgil AT-9
- Mobile Suit Gundam: Spirits of Zeon – Dual Stars of Carnage
- Shōnen Onmyōji: With These Wings, Return to the Skiesi – Koshikage
- SD Gundam G GENERATION SPIRITS – Lane Aime
- SD Gundam G GENERATION WORLD – Sheld Foley, Lane Aime
- SD Gundam G GENERATION OVER WORLD – Sheld Foley, Lane Aime
- Shuugyo Ryokou: Koto Meisou Chizu – Shōhei Nanbu
- Simple2000 The Mystery: And Everyone Disappears – Kappa
- Star Ocean: Second Evolution – Noel Chandler
- Super Robot Wars Z2: Saisei-hen - Rolo Lamperouge
- Super Robot Wars V - Lane Aime
- Tales of Graces – Hubert Ozwell
- Zettai Meikyuu Grimm – Ludwig Grimm

### Tokusatsu
2014
- Ressha Sentai ToQger – Jack-in-the-box Shadow (ep. 20)

### Doppiaggi

#### Live-action
- Geek Charming – Josh Rosen (Matt Prokop)
- Newcastle – Jesse Hoff (Lachlan Buchanan)
- Scott Pilgrim vs. the World – Scott Pilgrim (Michael Cera)
- Final Destination 2 – Rory Peters (Jonathan Cherry)
- The Way, Way Back – Duncan (Liam James)
- Chronicle – Andrew Detmer (Dane DeHaan)
- American Pie Presents: Band Camp – Ernie Kaplowitz (Jason Earles)
- Gosford Park – Lord Rupert Standish (Laurence Fox)
- Finding Forrester – Clay (Damion Lee)
- Sweet Sixteen – Side-kick (Gary Maitland)
- Caravan of Courage: An Ewok Adventure – Mace Towani (Eric Walker)
- Ewoks: The Battle for Endor – Mace Towani (Eric Walker)
- High School Musical 3: Senior Year – Jimmy "Rocket Man" Zara (Matt Prokop)
- Girls – Charlie Dattolo (Christopher Abbott)
- Malcolm in the Middle – Jerome (Andrew James Allen)
- Detention – Mick Ashton (Corey Sevier)
- Pretty Little Liars – Garrett Reynolds (Yani Gellman)
- JAG – Derrick Newton (Matt Newton)

#### Animazioni
- Batman: The Brave and the Bold – Hawk
- Courage the Cowardly Dog – Ratatouille

### Drama CD
- 17 Sai no Hisoka na Yokujou – Rin
- Aishitenai to Ittekure – Sakamoto
- Ai no Kotoba mo Shiranaide – Keiichi Kojima
- Ai to Bakudan 2: Kizudarake no Tenshi Domo ~Marked for Death Requiem ni Kabe wo Zenpen~ – Mitsuru Koga
- Ai wa Bara Iro no Kiss – Fisherman
- Akaya Akashiya Ayakashino – Tougo Tsubaki
- Baka na Inu Hodo Kawaikute – Kazuki Yano
- Barajou no Kiss – Itsushi Narumi
- Chiru Chiru, Michiru – Hiro Takahashi
- Chocolate Kiss
- Code Geass: Lelouch of the Rebellion R2 – Rolo Lamperouge
- Chiisana Koi no Melody – Nakazawa Tatsumi
- dear – Hanesto Subaru
- Girl's High Character Song & Drama as Takanori Shimotakanani
- Hanbun no Tsuki ga Noboru Sora - Looking Up at the Half Moon as Yūichi Ezaki
- Hetalia: Axis Powers – Finland
- Innai Kansen – Sou Tachibana
- Koi Dorobou wo Sagase!
- Koi no Iro – Nao
- Konna Otoko wa Aisareru – Keiichi Kojima
- Love-Berrish! – Kon Miyagi
- Melancholic Mellow Mellow – Yuuta
- Onmyō Taisenki Special Soundtrack – Ryūji Kamiya
- Oresama Teacher – Hayasaka
- Otokogokoro – Jun Shinomiya
- Otokonoko niwa Himitsu ga Aru – Chihaya Arisugawa
- Remastered Tracks Rockman Zero Telos – X
- Saint Beast Others 1 – Kanan
- Second Serenade
- Shimekiri no Sono Mae ni
- Shingouki Series - Orange no Kokoro – Muraji Tanaka
- Shin Megami Tensei: Devil Survivor – Protagonista
- Toritsu Mahō Gakuen – Tsukasa Takagi
- Wanko to Nyanko (serie) – Junya Asou
- Warui Koto Shitai (serie) – Aikawa Towa
- White Album 2 – Haruki Kitahara
- Yuki Kaen (Cute Person) – Yūichi Ezaki

### Televisione
- Fuji TV’s My Wife’s Having an Affair This Week?
- Fanes (TBS’s I’m Gonna Give It to You Straight! 7/25/2006)